# 里奥韦尔迪
里奥韦尔迪是巴西戈亚斯州的一个市镇。总面积8388.295平方公里，总人口149113人，人口密度17.8人/平方公里。